# پاتریتسیا رجانی
پاتریتسیا رِجّانی (تلفظ ایتالیایی: [paˈtrittsja redˈdʒa:ni]؛ با نام مستعار رجانی مارتینلی؛ زادهٔ ۲ دسامبر ۱۹۴۸) یک فعال اجتماعی ایتالیایی است که در یک دادگاه بسیار عمومی برای استخدام یک قاتل برای کشتن شوهرِ سابقَش مائوریتسیو گوچی محکوم شد. مطبوعات ایتالیایی او را به خاطر طراحی نقشه قتل همسرش،«بیوه سیاه» لقب دادند.

## زندگی اولیه و ازدواج با مائوریتسیو گوچی
پاتریتسیا مارتینلی در ویگنولا، استان مودنا، در شمال ایتالیا به دنیا آمد. او در دوران اولیه زندگی فقیر بزرگ شد و هرگز پدر بیولوژیکی خود را نشناخت. وقتی پاتریتسیا ۱۲ ساله بود، مادرش سیلوانا با کارآفرین ثروتمند فردیناندو رگیانی ازدواج کرد که بعداً پاتریتسیا را به فرزندی پذیرفت.
پاتریتسیا در ۲۲ سالگی مائوریتسیو گوچی، وارث خانه مد گوچی، را در یک مهمانی در سال ۱۹۷۰ ملاقات کرد. دو سال بعد، آنها ازدواج کرده و به شهر نیویورک نقل مکان کردند. پدر گوچی، رودولفو گوچی، ابتدا این ازدواج را تأیید نکرد، زیرا معتقد بود پاتریتسیا «یک نوکیسه است که چیزی جز پول در ذهن ندارد» اما او به پسر و عروسش یک پنت هاوس مجلل در نیویورک هدیه داد. پاتریتسیا در محافل اجتماعی نیویورک فعالیت داشت و به‌طور منظم در مهمانی‌ها و رویدادهای مد ظاهر می‌شد و حتی با ژاکلین کندی اوناسیس دوست شد. در دوران ازدواجش دو دختر به دنیا آورد. الساندرا در سال ۱۹۷۶ به دنیا آمد و در سال ۱۹۸۱ آلگرا متولد شد.
در سال ۱۹۸۲، پاتریتسیا و مائوریتسیو به میلان بازگشتند. در سال ۱۹۸۵، گوچی به او گفت که برای یک سفر کاری کوتاه به فلورانس می‌رود. روز بعد، او دوستی را فرستاد تا به پاتریتسیا بگوید که دیگر بر نمی‌گردد و ازدواج تمام شده‌است. در سال ۱۹۹۳، مائوریتسیو شروع به قرار ملاقات با پائولا فرانچی کرد که باعث خشم و حسادت پاتریتسیا شد. او در سال ۱۹۹۴ رسماً از گوچی طلاق گرفت. به عنوان بخشی از توافق طلاق، گوچی موافقت کرد که سالانه ۱٫۴۷ میلیون دلار نفقه به پاتریتسیا بپردازد. طبق قانون، او دیگر مجاز به استفاده از نام خانوادگی گوچی نبود، اما به هر حال به این کار ادامه داد و گفت: «من هنوز احساس می‌کنم یک گوچی هستم، در واقع بیشتر از همهٔ آن‌ها گوچی هستم.»

## قتل شوهر سابق
یک سال پس از طلاق، در ۲۷ مارس ۱۹۹۵، مائوریتسیو گوچی در حالی که به محل کارش می‌رسید توسط یک قاتل بر روی پله‌های بیرون دفترش مورد اصابت گلوله قرار گرفت و کشته شد. روزی که مائوریتسیو کشته شد، پاتریتسیا یک کلمه را در دفتر خاطراتش نوشت: "paradeisos" (کلمه یونانی «بهشت») در ۳۱ ژانویه ۱۹۹۷، پاتریتسیا دستگیر و متهم به استخدام قاتل قتل گوچی شد. محاکمه مورد توجه رسانه‌ها قرار گرفت و مطبوعات او را «بیوه سیاه» نامیدند. به گفته دادستان، انگیزه پاتریتسیا ترکیبی از حسادت، پول و کینه‌توزی نسبت به همسر سابقش بوده‌است. آن‌ها استدلال کردند که او می‌خواست بر املاک گوچی کنترل داشته باشد و می‌خواست از ازدواج شوهر سابقش با پائولا فرانچی جلوگیری کند. ازدواج قریب‌الوقوع، نفقه او را به نصف کاهش می‌داد و کمک‌های نقدی سالانه او را به ۸۶۰۰۰۰ دلار در سال کاهش می‌داد که به گفته او «یک کاسه عدس» بود. قاتل، بندتو سرائولو، صاحب پیتزافروشی بدهکار، مشخص شد که توسط پاتریتسیا از طریق واسطه‌ای به نام جوزپینا «پینا» اوریما، روانشناس جامعه بالا و دوست صمیمی پاتریتسیا، استخدام شده‌است.

### زمان زندان
پاتریتسیا به دلیل این قتل به ۲۹ سال حبس محکوم شد او ادعا کرد که تومور مغزی بر شخصیتش تاثیر داشته‌ است و درخواست داد که محکومیت او لغو شود. در سال ۲۰۰۰ میلادی، یک دادگاه تجدیدنظر در میلان این محکومیت را تأیید کرد اما مجازات را به ۲۶ سال حبس کاهش داد. در سال ۲۰۰۰، پاتریتسیا سعی کرد با حلق آویز کردن خود با ملحفه خودش را بکشد اما این کار توسط نگهبانان زندان خنثی شد. در سال ۲۰۰۵، با وجود قوانین در برابر حیوانات خانگی زندان، تیم حقوقی پاتریتسیا زندان را متقاعد به اجازه برای نگه داشتن حیوان خانگی می‌کنند. در اکتبر سال ۲۰۱۱، او واجد شرایط آزادی مشروط تحت یک برنامه آزادی کاری شد اما نپذیرفت و گفت: «من هرگز در زندگی ام کار نکرده‌ام، و مطمئناً اکنون هم نمی‌خواهم شروع کنم». او در اکتبر ۲۰۱۶ پس از ۱۸ سال به‌دلیل حسن رفتار از زندان آزاد شد.

## در فرهنگ عامه
فیلم خانه مد گوچی (۲۰۲۱) بر اساس ازدواج پاتریتسیا رجانی و قتل همسر سابقش ساخته شده‌است. کارگردانی آن را ریدلی اسکات بر عهده داشت و لیدی گاگا نقش رجانی را ایفا کرد. ساخت این فیلم در نوامبر ۲۰۱۹ اعلام شد. در مارس ۲۰۲۱، رجانی از انتخاب لیدی گاگا در این فیلم ستایش کرد و عقیده داشت که او شبیه لیدی گاگا است اما از اینکه گاگا قبل از پذیرفتن نقش با او ملاقات نکرده بود ابراز ناراحتی کرد. گاگا در مصاحبه‌های خود گفت که به نوبه خود علاقه‌ای به «سازش‌کردن» با رجانی ندارد. اما دلش «برای دخترانش می‌سوزد… من عمیقاً اهمیت می‌دهم که این باید برای آنها بسیار دردناک باشد.»